# Esomus metallicus
Esomus metallicus és una espècie de peix cipriniforme de la família dels ciprínids.

## Morfologia
Els mascles poden assolir els 7,5 cm de longitud total.

## Distribució geogràfica
Es troba als rius Mekong, Salween i Chao Phraya. També és present al nord de Malàisia.